# Дайкс, Джон Джо
Джон Джозеф Дайкс (англ. John Joseph Dykes; 30 октября 1898, Слайго, Ирландия — 25 июня 1976, там же), также известный как Джон Джо (англ. John Joe) и Джимми (англ. Jimmy) — ирландский футболист, полузащитник.

## Карьера
На клубном уровне выступал за клуб «Атлон Таун», с которым взял Кубок Ирландии в 1924 году. По итогам триумфального сезона стал одним из пяти игроков «Атлона», включенных в заявку национальной сборной на VIII Летние Олимпийские игры. Кроме Дайкса, в Париж поехали Томми Малдун, Фрэнк Гент, Падди О’Рейли и Динни Хэннон.  
На самой Олимпиаде отыграл все два возможных матча турнира: со сборной Болгарии во втором раунде и со сборной Нидерландов в четвертьфинале. Согласно некоторым источникам, единственный гол Ирландии в матче с Нидерландами забил не Гент, а Дайкс. Также во время проведения Олимпиады появился на поле в товарищеском матче со сборной Эстонии. Матч был организован и назначен на 3 июня, так как обе сборные уже выбыли из турнира. 

## Достижения

### Клубные

#### «Атлон Таун»
- Обладатель Кубка Ирландии: 1924

### В сборной
- Олимпиада 1924 года: 1/4 финала

## Внешние ссылки
- Профиль игрока (англ.) на сайте Transfermarkt
- Профиль игрока на сайте worldfootball.net
- Профиль игрока на сайте Olympedia